# Bagrat IV d'Imerècia
Bagrat IV fou rei d'Imerècia del 1589 al 1590 per uns mesos. Nascut el 1565, era fill del príncep Teimuraz i net d'Alexandre II d'Imerècia. Mamia Dadiani de Mingrèlia el va posar al tron el 1589 però va ser enderrocat el 1590.